# Wellington da Rocha
Wellington Alexandre da Rocha (Itajaí, Santa Catarina, Brasil, 15 de febrero de 2001) es un futbolista brasileño. Actualmente juega en el CD Toledo de Tercera División de España cedido por el Zamora CF, de la Segunda División B de España como defensa-central. Es ambidiestro.

## Trayectoria
Formado en la cantera del Club Athletico Paranaense.
El 5 de octubre de 2020, llega libre al Zamora Club de Fútbol firmando por 1 temporada.
El 27 de enero de 2021 fue cedido hasta final de temporada al Club Deportivo Toledo de Tercera División de España tras renovar previamente por una temporada con el equipo castellano y leonés.

## Clubes
| Club                                   | País   | Año       |
| -------------------------------------- | ------ | --------- |
| Athletico Paranaense                   | Brasil | 2015-2020 |
| Clube Náutico Marcílio Dias (préstamo) | Brasil | 2020      |
| Zamora CF                              | España | 2020-Act. |
| CD Toledo (cedido)                     | España | 2021-Act. |